# Rette die Million!
Rette die Million! – niemiecki teleturniej prowadzony przez Jörga Pilawę i emitowany na kanale ZDF od 13 października 2010 do 22 sierpnia 2013, oparty na formacie The Money Drop (który po raz pierwszy emitowany był na brytyjskim kanale Channel 4 pod nazwą The Million Pound Drop).

## Format
Dwoje zawodników (lub więcej w wydaniach specjalnych) na początku gry otrzymywali milion euro w 40 paczkach po 25 000 €, w każdej paczce po 500 banknotów o nominale 50 euro. Następnie musieli odpowiedzieć na osiem pytań, starając się przy tym zachować jak największą ilość gotówki.
Zawodnicy musieli wybrać jedną z dwóch kategorii. Dla pierwszych czterech pytań do wyboru możliwe są cztery odpowiedzi, dla trzech kolejnych trzy odpowiedzi oraz dla ostatniego ósmego, dwie odpowiedzi. Zawodnicy musieli rozłożyć wszystkie pieniądze na dowolnej ilości zapadni, pozostawiając zawsze przynajmniej jedną pustą, na co mają minutę po przeczytaniu pytania i odpowiedzi. Jeżeli tego nie zrobili, pieniądze, które nie znalazły się na zapadniach, przepadały. Po zakończeniu odliczania zapadnie otwierały się, czasami jedna po drugiej, czasami wszystkie jednocześnie. Pieniądze, które umieszczone były na zapadni, do której przypisana jest błędna odpowiedź, spadały do pomieszczenia, w którym przebywają strażnicy. Układali oni je do specjalnej walizki. Gdy zawodnicy stracili całą swoją gotówkę, gra się kończyła.
W niemieckiej wersji teleturnieju, zawodnicy mieli do dyspozycji koło ratunkowe, zmianę pytania, z którego można było wykorzystać tylko raz, przed rozpoczęciem odliczania. Po jego użyciu zawodnicy otrzymywali pytanie, które przyporządkowane było do drugiej kategorii zamiast poprzedniego, nie tracąc przy tym żadnej gotówki.

## Kontrowersje
Publiczność biorąca udział w nagraniu pierwszego odcinka przez 7 godzin była pozbawiona dostępu do toalety oraz napojów. Stacja oraz prowadzący oficjalnie przeprosili za ten incydent.
Zawodnicy Horst Lichter i Nada Lichter wygrali w odcinku specjalnym 1 000 000 €. Widzowie zauważyli, że przy ostatnim pytaniu jedna osoba z publiczności podpowiadała, którą odpowiedź wybrać.

## Emisja
| Sezon | Pierwszy odcinek     | Ostatni odcinek  | Liczba odc. |
| ----- | -------------------- | ---------------- | ----------- |
| 1     | 13 października 2010 | 6 lipca 2011     | 16          |
| 2     | 31 sierpnia 2011     | 4 kwietnia 2012  | 11          |
| 3     | 21 lutego 2013       | 21 marca 2013    | 5           |
| 4     | 13 czerwca 2013      | 22 sierpnia 2013 | 9           |

Dodatkowo odbyło się 6 odcinków z gwiazdami i jedno wydanie rodzinne.
Oglądalność poszczególnych odcinków wahała się najczęściej między 3 a 5 milionów widzów (pierwszy odcinek osiągnął wynik 6,25 mln).